# Herman Rarebell

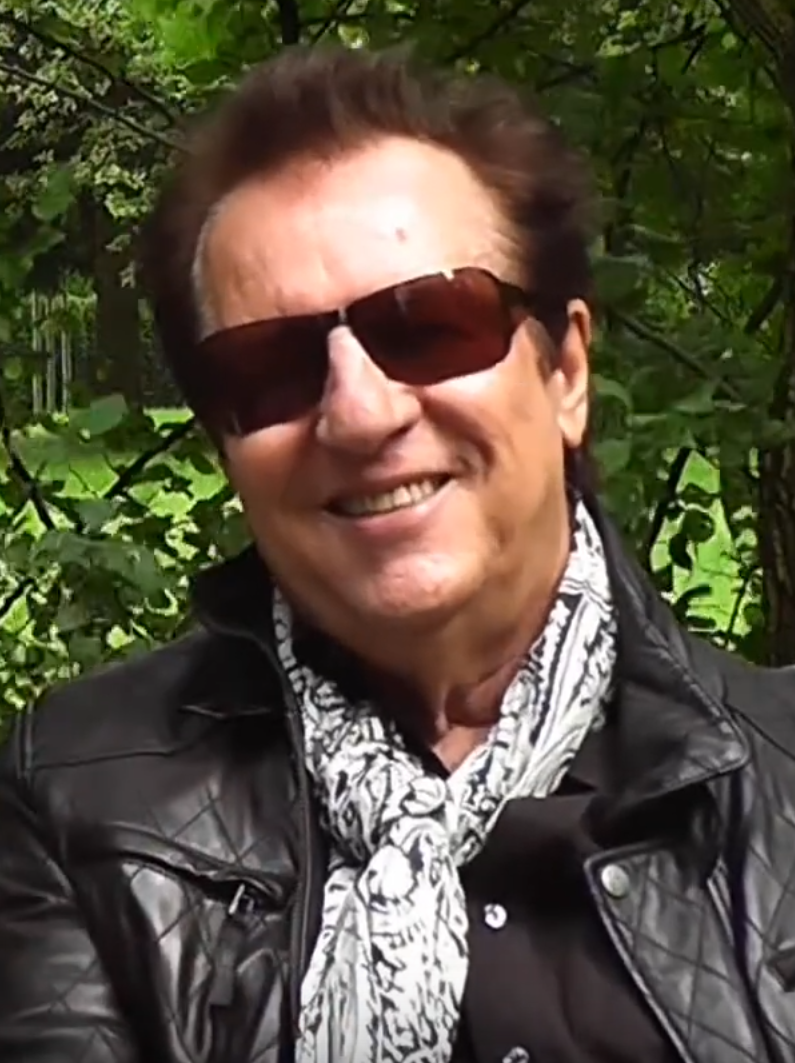
Herman Rarebell (2014)

Herman Rarebell (eigentlich Hermann Erbel; * 18. November 1949 in Buprich, Hüttersdorf, Saarland) ist ein deutscher Schlagzeuger. Unter anderem war er Mitglied der Hard-Rock-Band Scorpions.

## Leben

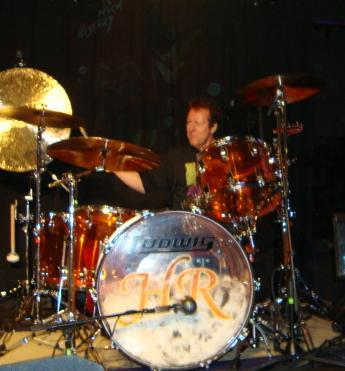
Herman Rarebell (2011)

Herman Rarebell spielte ab 1965 Schlagzeug bei den Bands The Mastermen, ab 1968 bei The Fuggs Blues und bei RS Rindfleisch, mit denen er u. a. in den Clubs des US-Militärs in ganz Deutschland Auftritte absolvierte.
Seine Ausbildung erhielt er in den Fächern Schlagzeug und Klavier an der Musikhochschule Saarbrücken. 1971 ging Rarebell nach England und spielte dort bei einigen Bands und als Studiomusiker. Anfang der 1970er Jahre war er unter dem Namen Herm Erbel Mitglied in der Deutschen Underground Band Missus Beastly. 
1977 stieg er bei den Scorpions ein und nahm mit ihnen mehrere Alben auf. In der Folge ging er mit ihnen bis 1994 auf Tourneen, die ihn in viele Länder Europas, Asiens, Nord- und Südamerikas führten. Als Mitglied der Scorpions wurde er mit dem Echo und dem World Music Award ausgezeichnet und erhielt über 100 Gold- und Platin-Schallplatten.
1981 erschien sein erstes Soloalbum. Mit befreundeten Musikern nahm er 1986 in Kalifornien sein zweites Soloalbum mit dem Titel Herman ze German & Friends auf.
Rarebell ist auch als Komponist und Autor tätig und an mehr als 30 Scorpions-Titeln beteiligt, beispielsweise am Text von Rock You Like a Hurricane.
2022 verkaufte er seine Verlags- und Leistungsschutzrechte sowie die Erlöse aus den Master-Tantiemen seiner Songbeteiligungen für eine unbekannte Summe an Round Hill Music. 
1996 verließ Rarebell die Scorpions und gründete mit Prinz Albert in seinem damaligen Hauptwohnsitz Monaco die Plattenfirma Monaco Records; 2001 löste sich die Firma wieder auf.
Rarebell bildete zusammen mit Pete York und Charly Antolini das „Drum Legends“-Trio und spielte in dieser Besetzung mehrere Konzerte und veröffentlichte 2005 ein Livealbum. Rarebell ist zusammen mit Ronnie Wood und Roland Muri Initiator des Art meets Music-Projektes.
Bei dem Auftritt der Scorpions auf dem Wacken Open Air 2006 war Rarebell als Gast eingeladen und spielte das erste Mal seit der Face the Heat-Tournee 1993/94 wieder mit seiner alten Band. Er ist unter anderem bei dem Titel No one Like You zu hören. Das Konzert wurde auf DVD veröffentlicht. 2010 unterzeichnete er einen Plattenvertrag bei Dark Star Records und veröffentlichte die CD Herman ze German. Rarebell war bei der Welttournee Get Your Sting and Blackout seiner alten Band Scorpions in Nordamerika als Gast bei einigen Konzerten vertreten und spielte dort unter anderem den Song No one Like You. Auch bei einigen Konzerten von MSG trat er 2010 in Nordamerika und in London, England als Gastmusiker auf. 
Rarebell ist Drummer auf dem Album Temple of Rock von Michael Schenker. Gemeinsam mit Schenker, Francis Buchholz u. a. war er zwischen 2011 und 2017 mit dem Temple of Rock-Projekt international auf Tour. 2016 gründete Rarebell mit Michael Voss und Stephan „Gudze“ Hinz die Band Rock Wolves. Ende Oktober 2016 erschien ihr Debütalbum. Er gibt weitere vereinzelte Konzerte mit seiner eigenen Band und 2019 wieder mit den Drum Legends.
Seit 2012 ist Herman Rarebell Ehrenprofessor an der DeTao Masters Academy in Peking.
Herman Rarebell ist Erzähler/Vorleser („Onkel Herman“) der Hörbücher der Kinderbuchreihe Schnatter und Lieschen seiner Ehefrau Claudia Raab. Gemeinsam lesen die beiden bei Veranstaltungen Kindern aus den Büchern vor.
Rarebell lebte in London und Hannover, 1984–1985 überwiegend im Los Angeles County und von September 1985 bis 2003 hauptsächlich in Monaco. Von 1987 bis 1998 war Rarebell verheiratet, aus der Ehe hat er eine Tochter. Seit dem Jahr 2004 wohnt er mit seiner 2. Frau, der Saxophonistin und Autorin Claudia Raab, in Planegg bei München, seit 2008 auch in Brighton.

## Equipment
Herman Rarebell spielte zu Beginn bei den Scorpions ein Schlagzeug der Marke Premier, später von der Firma Ludwig, jeweils als Doublebassdrumset mit zwei Hänge-Toms und zwei Standtoms.

## Veröffentlichungen(Auszug)

### Mit den Scorpions(Studio- und Livealben)
- 1977: Taken by Force
- 1978: Tokyo Tapes (live)
- 1979: Lovedrive
- 1980: Animal Magnetism
- 1982: Blackout
- 1984: Love at First Sting
- 1985: World Wide Live
- 1988: Savage Amusement
- 1990: Crazy World
- 1993: Face the Heat
- 1995: Live Bites

### Solo und weitere Veröffentlichungen
- 1981: Nip in the Bud
- 1985: Herman Ze German and Friends
- 2004: R & R – The Rhythm of Art (mit Claudia Raab)
- 2005: Drum Legends (Rarebell/York/Antolini)
- 2007: I’m Back (veröffentlicht in Deutschland, nicht vertrieben in den USA)
- 2008: My Life as a Scorpion (Hörbuch)
- 2008: Herman’s Collection
- 2010: Herman Ze German + My Life as a Scorpion (Box-Set)
- 2010: Take it as it Comes (Version von I’m Back in den USA)[8]
- 2011: Michael Schenker – Temple of Rock
- 2012: Michael Schenker Temple of Rock – Live in Europe (CD, DVD+BLU-RAY)
- 2013: Acoustic Fever (Herman Rarebell & Friends)
- 2013: Michael Schenker´s Temple of Rock – Bridge the Gap
- 2014: Herman’s Scorpions Songs
- 2015: Michael Schenker´s Temple of Rock – Spirit on a Mission
- 2016: Michael Schenker´s Temple of Rock – On a Mission Live in Madrid (CD, DVD+BLU-RAY)
- 2016: Rock Wolves – Rock Wolves
- 2020: Thomas Tomsen – No Return To Earth
- 2021: Nip in the Bud (40 th Anniversirary)
- 2025: Herman Rarebell & Friends - What About Love?

## Buch
- 2011: And Speaking of Scorpions…Rarebell/Michael Krikorian, ISBN 978-1-4636-0110-2.